# День ветеранів (США)
День ветеранів (англ. Veterans Day) — одне із національних свят США, яке відзначається щорічно 11 листопада, в річницю завершення Першої світової війни. Свято вшановує людей, які служили в збройних силах США. В інших країнах в цей день відзначається День перемир'я (День пам'яті, День поминання). Зазвичай в День ветеранів проводяться зустрічі ветеранів та паради. Незважаючи на те, що свято має державний статус, багато шкіл і підприємства воліють продовжувати роботу, оскільки до Дня подяки з його довгими вихідними залишається не так вже й багато часу. Цей день не варто плутати з Днем пам'яті, під час якого у США поминають загиблих у війнах.

## Історія
11 листопада 1918 року було підписано Комп'єнське перемир'я, яке офіційно завершило Першу світову війну. Вже наступного року, 11 листопада 1919 року, президент США Томас Вудро Вільсон першим проголосив День перемир'я (англ. Armistice Day). Проголошуючи свято, він сказав:

Для нас в Америці, День перемир'я буде наповнений урочистою гордістю в честь героїзму тих, хто загинув на службі країни, і вдячністю за перемогу, як через те, від чого вона звільнила нас, так і з огляду на те, що вона дала Америці можливість проявити співчуття у формі миру і справедливості в радах націй.
Оригінальний текст (англ.)
To us in America, the reflections of Armistice Day will be filled with solemn pride in the heroism of those who died in the country's service and with gratitude for the victory, both because of the thing from which it has freed us and because of the opportunity it has given America to show her sympathy with peace and justice in the councils of the nations.

Того ж року, в ряді американських штатів було вирішено відзначити річницю припинення вогню. А у 1926 році Конгресом США було прийнято резолюцію, яка закликала всі штати відзначати 11 листопада як данину поваги ветеранам Першої світової війни. Резолюція дозволяла президенту пропонувати вивішувати 11 листопада Прапор США на всіх громадських будівлях, і закликати громадян «відзначати цей день в школах і церквах або інших належних місцях належними церемоніями виражаючи дружні відносини з усіма іншими народами». У розвиток цього рішення Конгрес в 1938 році проголосив День перемир'я офіційним святом, присвяченим справі миру у всьому світі.
У 1941 році Сполучені Штати вступили в Другу світову війну. Від США в цій війні взяли участь більше 16 мільйонів американців. З них 407 000 загинули, понад 292 000 чоловік в бою. Прагнучи віддати данину поваги цим 16 мільйонам американців і іншим людям, які служили країні в будь-який з її воєн, Конгрес США і тодішній президент США Дуайт Ейзенхауер в 1954 році перейменували свято 11 листопада в День ветеранів. З цього року свято стало присвяченим не тільки ветеранам Першої світової, а й усіх воєн, в яких брали участь Сполучені Штати Америки.

## Данина поваги ветеранам від американського суспільства

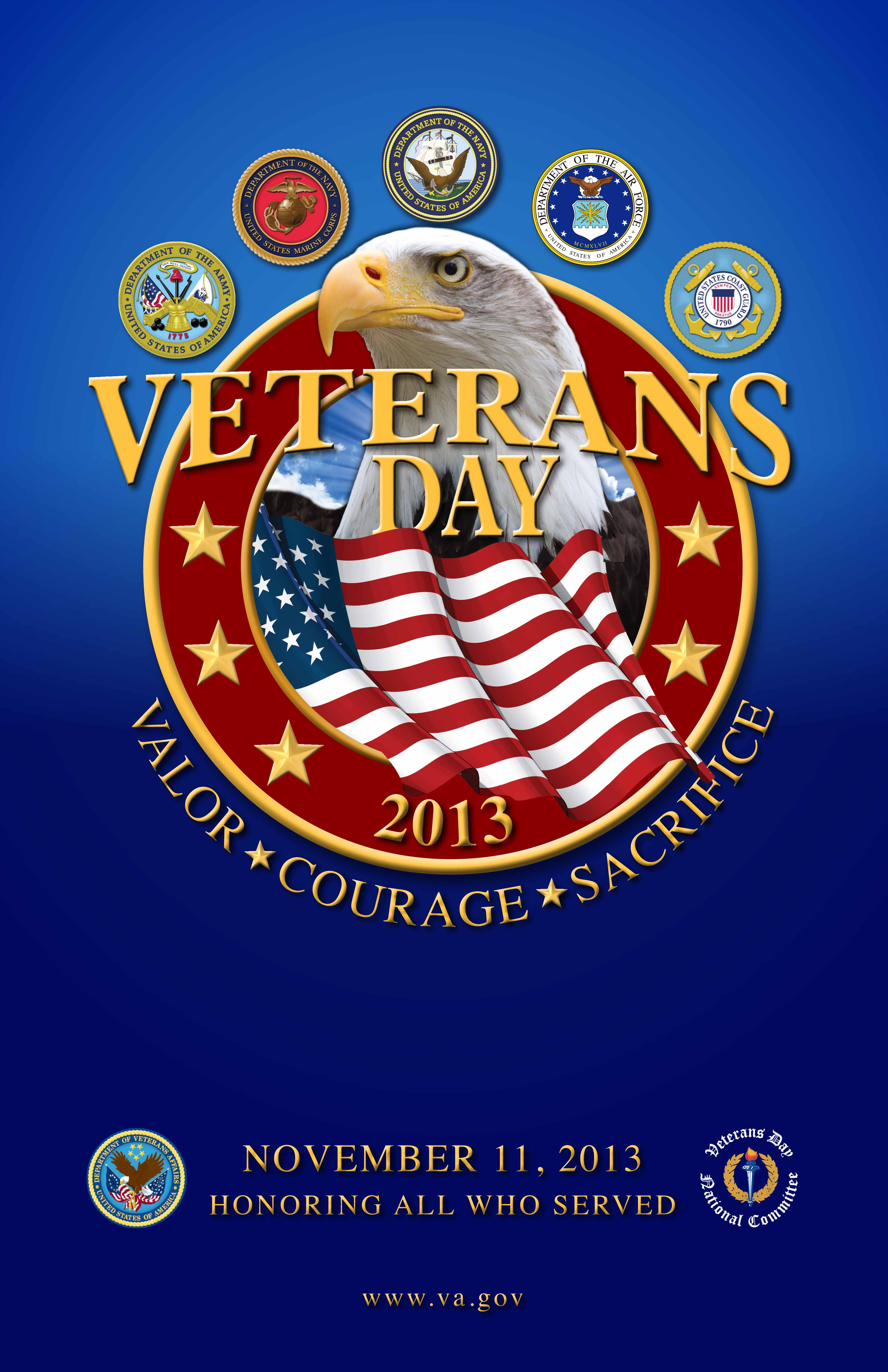
Плакат до Дня ветеранів 2013 року

У 1958 році два невідомих американця, загиблих на війнах — Другої світової та Корейської — були поховані на Арлінгтонському кладовищі поряд з Невідомим солдатом Першої світової війни, який був похований там в 1921 році. А в 1984 році поряд з ними поховали невідомого військовослужбовця В'єтнамської війни. Разом вони символізують всіх американців, які віддали життя на всіх війнах.
Тележурналіст Том Броко привернув увагу до жертв, принесеними поколінням ветеранів Другої світової війни, у виданій в 1998 році книзі «Найвеличніше покоління», в якій він назвав цих людей «найбільшим поколінням, яке коли-небудь народжувалося в будь-якому суспільстві». У тому ж році режисер Стівен Спілберг зобразив американських солдат Другої світової війни в Європі в своєму фільмі «Врятувати рядового Раяна». Клінт Іствуд зробив те ж саме на честь військовослужбовців, які воювали на Тихому океані, в своїх фільмах 2006 року «Листи з Іодзіми» та «Прапори наших батьків».
У травні 2004 року в Вашингтоні, було встановлено новий національний пам'ятник, між меморіалом Лінкольна та пам'ятником Вашингтону, присвячений Другій світовій війні.
У 2007 році вийшов 15-годинний документальний фільм Кена Бернса «Війна», в якому були показані інтерв'ю з десятками ветеранів Другої світової війни. Бернс розповів, що взявся за цей проект частково тому, що ветерани війни все частіше і частіше йдуть з життя. «Мене зачепило, що ми втрачаємо ці спогади», — сказав він.

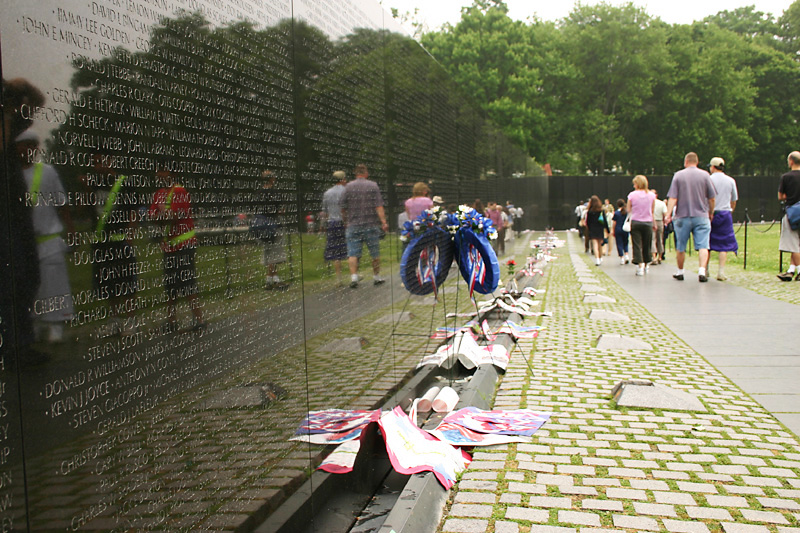
Стіна Меморіалу ветеранів В'єтнаму

Меморіал ветеранів В'єтнаму — в Парку Конституції, що примикає до Національного моллу, — являє собою чорну стіну, на якій висічені імена більш 58000 військовослужбовців, загиблих або зниклих безвісти на В'єтнамської війні. Серед них — імена восьми жінок, які загинули на В'єтнамської війні.
Жіночий меморіал являє собою скульптуру, яка зображує трьох жінок, одна з яких доглядає за пораненим солдатом. На В'єтнамської війні служили більш 265 000 американських жінок. «Віддавши шану жінкам, які служили в армії у в'єтнамську епоху, В'єтнамський меморіал жінок проклав шлях до визнання багатьох жінок, які служать в наших збройних силах сьогодні», — заявила Діана Карлсон Еванс, засновник і президент Фонду В'єтнамського меморіалу жінок, яка була медсестрою Сухопутних військ у В'єтнамі.

## Ветерани США українського походження
Серед ветеранів США, чимало тих, хто має українське коріння. На православному цвинтарі Баунд-Брук (штат Нью-Джерсі), поховано сотні українців, які воювали не тільки в армії УНР чи УПА, але і в американському війську.